# Богданова-Бельская, Паллада Олимповна
Паллада (Палладия) Олимповна, урождённая Старынкевич, в замужествах Богданова, Дерюжинская, Кобецкая  и Гросс (под этой фамилией жила с 1924 по 1968 год); 13 января 1885 или 1 [13] января 1885, Санкт-Петербург — 19 июля 1968, Ленинград) — русская поэтесса, «светская львица» Серебряного века.

## Биография
Дочь генерала, военного инженера, генерал-майора Олимпия Старынкевича (1837—1908) и его жены Варвары Васильевны (?—1921), которая в 1908 году, после смерти мужа, поселилась в Павловске.
Внучка директора 2-й московской гимназии И. А. Старынкевича. «Антично-театрально» звучащие имя и отчество, несмотря на подозрения некоторых современников, — настоящие (выбор греческих имён был традиционным в семье).
Училась в гимназии М. Н. Стоюниной.
В 1911 году окончила драматическую студию Н. Н. Евреинова.
В 1912—1915 годах посещала петербургское кабаре «Бродячая собака» и была знакома с многими петербургскими литераторами этого круга. По словам графа Бориса Берга, известность Паллада приобрела в 1908—1909 гг. после того, как от любви к ней застрелились два человека, совсем ей не нравящиеся. Одним из них был сын генерала Головачёва, живший напротив дома семьи Старынкевичей, а другим — внук А. Н. Островского, якобы застрелившийся в присутствии Паллады. В 1915 году состояла в романтической связи с поэтом Леонидом Каннегисером.
В 1915 году издала (под фамилией Богданова-Бельская, до 1917 года она носила фамилию Богданова) сборник стихов «Амулеты» (два издания, тиражом 700 экземпляров). Они написаны под сильным влиянием Михаила Кузмина, Анны Ахматовой и особенно Игоря Северянина. Лирическая героиня — утончённая «шикарная» куртизанка, в стихах упоминаются атрибуты современного быта («таксомотор», «телефон» и подобные).
После венчания с Глебом Дерюжинским в апреле 1917 года вместе с ним, по приглашению Феликса Юсупова, уезжает в Крым. Живёт в Алуште, в Кореизе, в Ялте. Дважды подвергалась аресту (один раз её арестовали «белые», один — «красные»). Перенесла тяжёлую контузию, на всю жизнь повлиявшую на её здоровье. В 1921 году, после отъезда мужа в эмиграцию, вернулась в Петроград.

В 1922 году вышла замуж за поэта и журналиста Осипа (Иосифа) Яковлевича Кобецкого. В 1924 году вышла замуж в последний раз, за Виталия Николаевича Гросса. До 1935 года вместе с семьёй, мужем и сыном, жила в Детском Селе, в Лицее. Паллада Гросс, ставшая ещё при жизни героиней мемуарной литературы, жила в Ленинграде, никак не проявляя себя в резко изменившейся общественно-культурной ситуации. Она продолжала поддерживать контакты с Анной Ахматовой, а также с Н. С. Тихоновым. По воспоминаниям её невестки, В. П. Гросс: 
с  1918 по 1968 год она прожила тяжёлую жизнь, и морально, и материально... Она перенесла те же тяжбы, что и многие люди: вызовы в КГБ, аресты, дважды, младшего сына, жизнь в коммунальной квартире (одна комната  с сыном с 1935 по 1967 год). Паллада всегда оставалась настоящей женщиной.
Похоронена на Киновеевском кладбище в Санкт-Петербурге.

## Образ в литературе
Образ Паллады вдохновил многих литераторов. Ей посвящали стихи Михаил Кузмин, Игорь Северянин (сонет «Паллада»), Борис Садовской и другие; больше всего известны строки Георгия Иванова (1923):
Январский день. На берегу Невы

Несётся ветер, разрушеньем вея.

Где Олечка Судейкина, увы,

Ахматова, Паллада, Саломея?

Те, кто блистал в тринадцатом году —

Лишь призраки на петербургском льду.

Выведена в романе Михаила Кузмина «Плавающие-путешествующие» как Полина; в записках художника группы «Тринадцать» В. А. Милашевского — как Паллада Скуратова (намёк на то, что настоящим именем Малюты Скуратова было — Григорий Скуратов-Бельский); как Диана Олимпиевна — в повести О. Морозовой «Одна судьба» (два последних текста опубликованы в Ленинграде в 1970-е, вскоре после смерти Паллады Олимповны). М. А. Кузмин посвятил ей последний куплет гимна «Бродячей собаки»:
А!..

Не забыта и Паллада 

В титулованном кругу, 

Словно древняя Дриада, 

Что резвится на лугу, 

Ей любовь одна отрада, 

И где надо и не надо 

Не ответит, не ответит, не ответит «не могу»!
Она была худа, как смертный грех,

И так несбыточно миниатюрна…

Я помню только рот её и мех,

Скрывавший всю и вздрагивавший бурно.

Смех, точно кашель. Кашель, точно смех.

И этот рот — бессчетных прахов урна…

Я у неё встречал богему, — тех,

Кто жил самозабвенно-авантюрно.

Уродливый и бледный Гумилёв

Любил низать пред нею жемчуг слов,

Субтильный Жорж Иванов — пить усладу,

Евреинов — бросаться на костёр…

Мужчина каждый делался остёр,

Почуяв изощрённую Палладу…

## Семья
Первый муж, с 24 августа 1906 г. по 30 сентября 1911 г. — Сергей Иванович Богданов (1878 — после 1915 г.) — сын статского советника, студент математического, затем естественного факультетов Санкт-Петербургского университета. П. О. Гросс написала о нём в своих неоконченных воспоминаниях: „Я никогда не жила с первым мужем отдельно от родителей. В первом муже своем <…> я обожала борца грядущей революции, подпольного политического работника. Его политический ум, точность, бесстрашие и привычка к арестам, и вера, и преданность идеям рабочего класса, и полное отсутствие романтической любви. И полное незнание искусства. Например, не ходил на художественные выставки, очень редко бывал в театрах, на концертах, даже лекции он предпочитал только на политические темы. Я не была влюблена в него и, пожалуй, даже никак не любила его, просто уважала его и была ему предана как друг. Он был меня старше на семь лет. <…> Был первый брак мой сложен и сумбурен, не дав никогда мне понятия о нежности и ласке мужа. Правда, я была ещё девчонкой и рвалась на революцию, как на красное рвется бык. <…> Муж много учил меня политике, заставлял читать Кропоткина и политическую экономию“. 10 мая 1906 г. родились сыновья-близнецы:
- Орест Сергеевич Богданов (1906—1998) известный учёный-металлург, лауреат Государственной премии СССР[7],
- Эраст Сергеевич Богданов (1906—1962) — юрист.

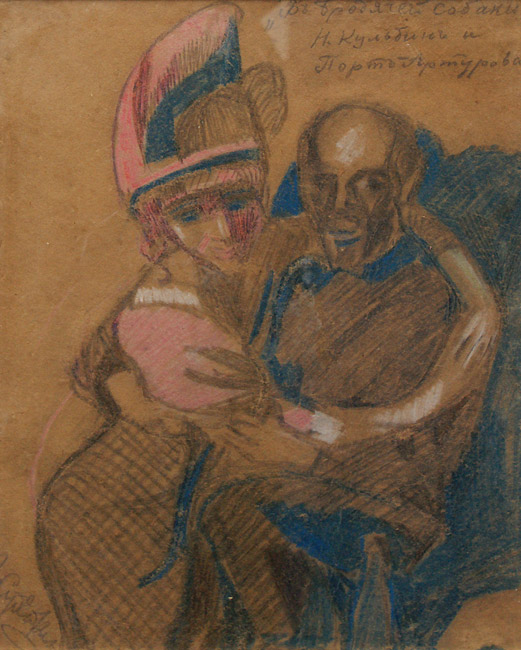
„Н. И Кульбин и Богданова-Бельская“. Рисунок Сергея Судейкина, 1910-е

Второй муж — скульптор Глеб Дерюжинский, „ученик Высшего Художественного училища“. 30 апреля 1917 г. обвенчалась с ним в церкви Академии художеств. Летом 1917 года приезжает в Крым, живёт сначала в Алуште, затем в Ялте и Кореизе. В 1921 году Дерюжинский эмигрирует, оставив жену в России.
Третий муж, с 1922 г. по 1924 г. — поэт и журналист Осип (Иосиф) Яковлевич Кобецкий. Писал под псевдонимами : Бецкий К., К-ий, О. К. В 1920-х гг. работал в издательстве „Радуга“.
Четвёртый муж, с 1924 по 1935 г. — искусствовед Виталий Николаевич Гросс (1903—1935), в эти годы супруги жили в Детском Селе. Овдовела в 1935 году и больше не выходила замуж.
Сын от этого брака —
- Эрнест Витальевич Гросс (1925—2000). Вместе с ним и его семьёй прожила вторую половину жизни.

Умерла 19 июля 1968 в Ленинграде. Похоронена на Киновеевском кладбище.